# Aspartamová kontroverze
Umělé sladidlo aspartam bylo předmětem několika aspartamových kontroverzí od svého prvního schválení americkým Úřadem pro kontrolu potravin a léčiv (FDA) v roce 1974. 

## Historie

### 1981
Schválení aspartamu FDA bylo vysoce zpochybněno, počínaje podezřením na jeho podíl na rakovině mozku s tvrzením, že kvalita počátečního výzkumu podporujícího jeho bezpečnost byla nedostatečná a chybná, a že střety zájmů zmařily schválení aspartamu v roce 1981, protože při dřívějším hodnocení dvěma panely FDA, které dospěly k závěru, že kvůli pochybnostem bude schválení pozastaveno před dalším vyšetřováním. V roce 1987 americký vládní úřad pro odpovědnost došel k závěru, že proces schvalování potravinářských přídatných látek byl pro aspartam řádně dodržen. Nesrovnalosti podnítily konspirační teorii, kterou e-mailový spammer „Nancy Markle“ šířil spolu s tvrzeními – v rozporu s váhou lékařských důkazů –, že četné zdravotní problémy (jako je roztroušená skleróza, systémový lupus, toxicita metanolu, slepota, křeče, střelba bolesti, záchvaty, bolesti hlavy, deprese, úzkost, ztráta paměti, vrozené vady a smrt) jsou způsobeny konzumací aspartamu v normálních dávkách.
Aspartam je methylester kyseliny asparagové/dipeptidu fenylalaninu. Potenciální zdravotní rizika byla zkoumána a následně zamítnuta v mnoha vědeckých výzkumných projektech. S výjimkou rizika pro osoby s fenylketonurií je aspartam vládami po celém světě a hlavním izdravotními  organizacemi, a úřady pro bezpečnost potravin považován za bezpečnou potravinářskou přísadu. Představitelé FDA popisují aspartam jako „jedno z nejdůkladněji testovaných a studovaných potravinářských přídatných látek, jaké kdy agentura schválila“ a jeho bezpečnost jako „jednoznačnou“. Váha existujících vědeckých důkazů ukazuje, že aspartam je bezpečný jako nenutriční sladidlo.

### 2023
V roce 2023 byly zveřejněny studie, které rozporují bezpečnost aspartamu tak, jak byl zkoumán  a znám v roce 1981.